# Leclerc (tank)
Leclerc je francouzský tank kategorie hlavní bojový tank (Main Battle Tank — MBT) čtvrté generace vyráběný zbrojovkou Nexter (původně GIAT Industries) v letech 1990–2008. Byl vyvinut jako náhrada typu AMX-30. V současnosti je ve výzbroji armády Francie (406 kusů) a armády Spojených arabských emirátů (388 kusů). Tank byl pojmenován po generálu Phillippovi Leclercovi, který se svou 2. tankovou divizí v roce 1944 jako první symbolicky vstoupil do okupované Paříže.

## Vývoj

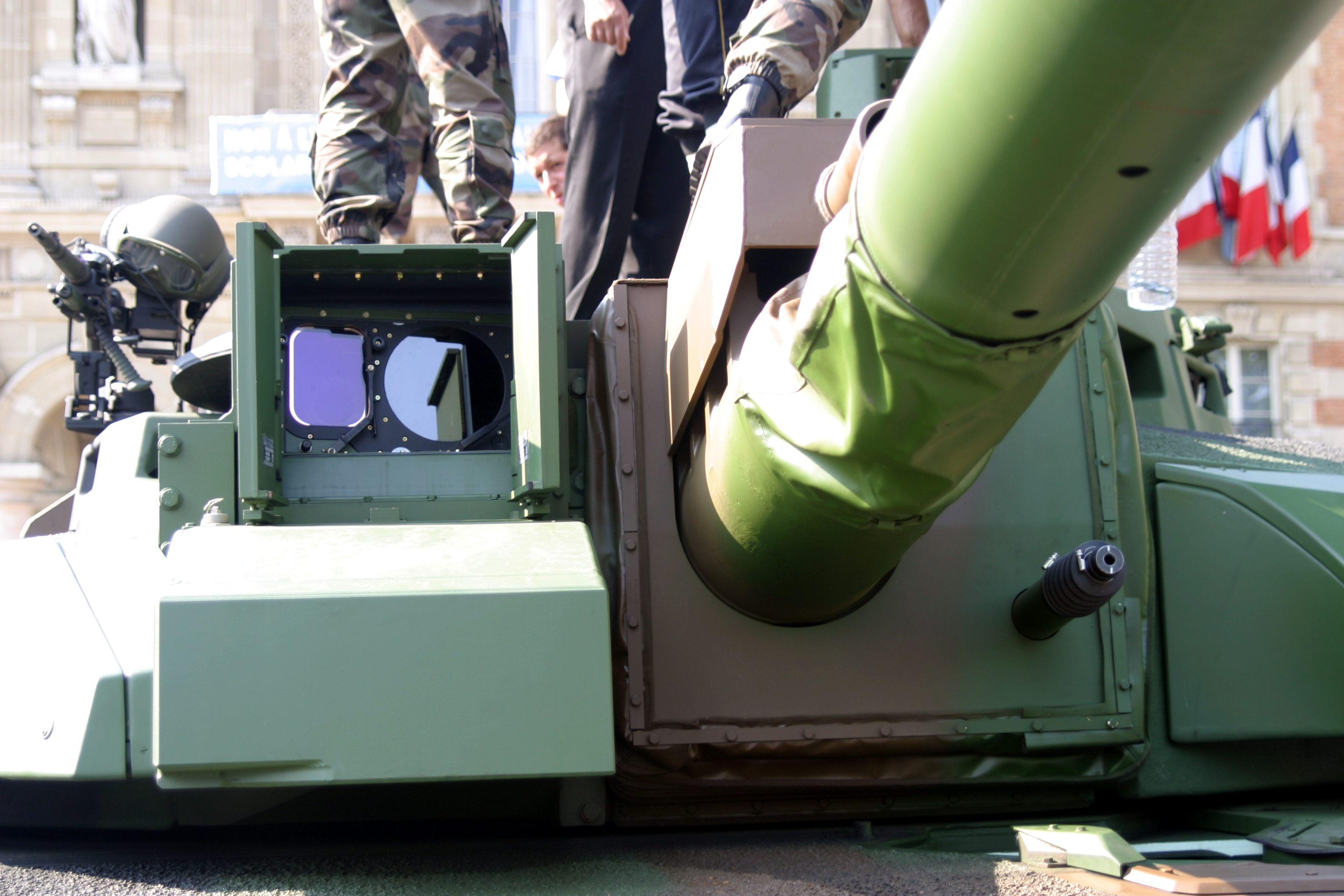
Detail věže

První studie možné náhrady tanku AMX 30 začaly být vypracovávány v roce 1964. Nový tank, označený Napoléon/Leopard 3 měl být původně vyvinut ve spolupráci v Bundeswehrem, ten se však roku 1982 rozhodl projekt opustit a dále používat pouze tehdy nové tanky Leopard 2. Ve Francii tak vývoj nového tanku pokračoval samostatně. První prototyp tanku Leclerc byl představen roku 1987, sériová výroba začala roku 1990 a první sériový kus byl francouzskou armádou převzat v lednu roku 1992. Po skončení studené války bylo namísto původně plánovaných 1400 Leclerců odebráno pouze 406 (+20 vyprošťovacích tanků Leclerc ARV). Kromě klasického bitevního tanku byl na jeho bázi stavěn též vyprošťovací tank Leclerc ARV vybavený hydraulickým jeřábem o nosnosti 35 tun a dvěma navijáky a konstrukčně podobný ženijní tank Leclerc DNG. SAE provozují kromě 388 tanků Leclerc rovněž 46 vozidel Leclerc ARV a dva cvičné tanky. Arabské tanky se liší použitím německého motoru a převodovky a účinnější klimatizací.

## Konstrukce

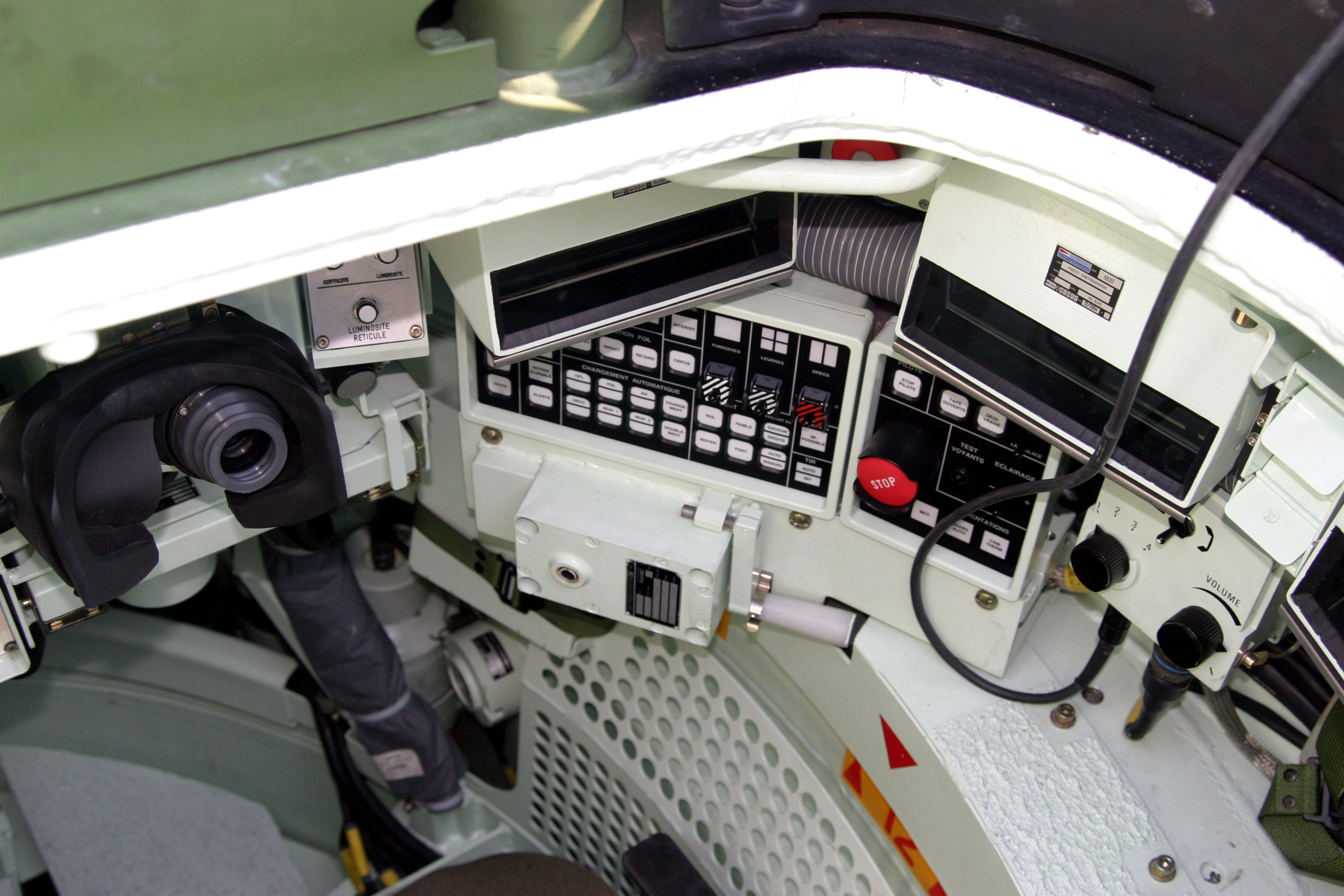
Interiér

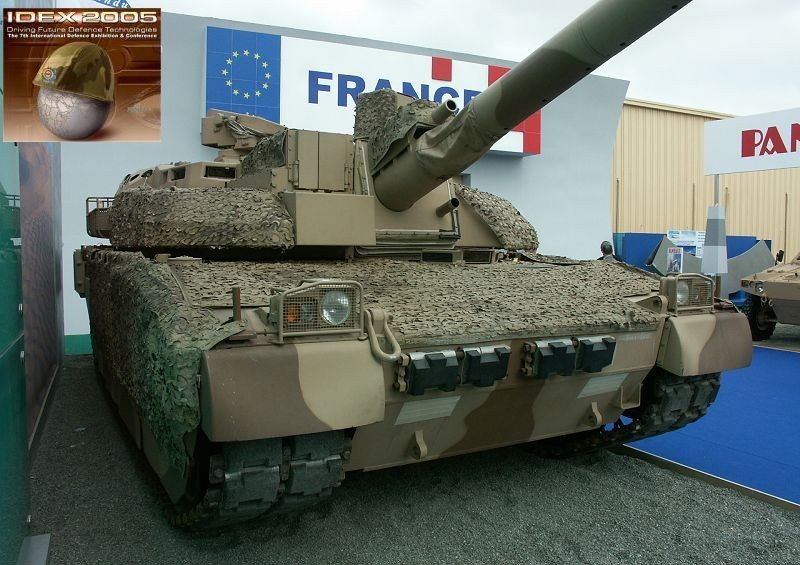
Leclerc armády Spojených arabských emirátů

Tank Leclerc se vyznačuje kompaktními rozměry a nízkou hmotností, což je dáno zejména jeho pouze tříčlennou posádkou, nově řešeným pancéřováním a vysokou mírou miniaturizace jeho komponentů. Celé fungování tanku je rovněž vysoce automatizováno.
Tank je vybaven vysoce efektivním systémem řízení palby. Pravděpodobnost zásahu cíle první ranou na vzdálenost 2 000 metrů za jízdy a za každého počasí je 95%. Kanón stabilizovaný ve dvou rovinách je spojen se zaměřovačem střelce, který ale pro zvýšení přesnosti za pohybu používá přídavnou stabilizaci. Velitel tanku má navíc samostatný zaměřovač. Palebný systém rovněž umožňuje automatické sledování vybraného cíle, což zmenšuje zatížení střelce. Fungování systému řízení palby zajišťují dva počítače firmy Electronique Serge Dassault (ESD).
Hlavní výzbroj tanku představuje kanón GIAT CN120-26/52 ráže 120 mm s hladkým vývrtem hlavně, který je upravenou verzí kanónu tanku AMX-40. Kanón je vybaven automatickým nabíjecím zařízením, díky kterému stačí k obsluze celého tanku pouze 3 osoby. V jeho zásobníku je celkem 22 nábojů a dalších 18 nábojů je vezeno v přední části korby vedle řidiče. Doplnění zásobníku trvá při zastavení 10–15 minut. Tank používá francouzské protipancéřové podkaliberní a kumulativní, jakož i protipěchotní střely. Teoreticky může používat též 120 mm standardní munici NATO.
Další výzbrojí je 12,7 mm kulomet MG a na pravé straně věže lafetovaný střešní kulomet ráže 7,62 mm. Ten je umístěný za vstupem střelce a dálkově jej ovládá velitel tanku. Ve věži tanku je osmnáct granátometů, ze kterých jsou odpalovány infračervené klamné cíle, dýmové granáty a protipěchotní granáty.
U tanků Leclerc je použito jednak vyměnitelné modulární pancéřování vyrobené na bázi kompozitů, jednak vrstvený pancíř typu Chobham.
Pohon tvoří přeplňovaný vznětový vidlicový osmiválec Wärtsilä Uni Diesel V8X 1500. Má zdvihový objem 16,5 l, ze kterého vyvíjí největší výkon 1100 kW (1500 k) při 2500 otáčkách za minutu. Samočinná převodovka SESM ESM-500 má pět stupňů pro jízdu vpřed a dva pro jízdu vzad. Tank má elektroimpulsní ovládání, které se podobá systému Fly-by-Wire. Pásový podvozek sestává ze šesti pojezdových kol s neobvyklým hydropneumatickým pérováním. Na silnici tank dosahuje rychlosti až 71 km/h, v terénu je to 50 km/h a jeho dojezd je až 550 km.

## Operační nasazení
Tanky Leclerc nebyly doposud bojově nasazeny. Francie a Spojené arabské emiráty je však vyslaly v rámci mise KFOR do Kosova. Další tanky tohoto typu slouží v Libanonu v rámci mise UNIFIL. SAE tyto tanky nasadily v Jemenu.